# Vol Georgian Airways 834
Le 4 avril 2011, un Bombardier CRJ-100 assurant le vol Georgian Airways 834,  un vol charter affrété par les Nations unies, reliant Kisangani à Kinshasa, en République démocratique du Congo (RDC), s'est écrasé alors qu'il tentait d'atterrir, pendant un violent orage, à l'aéroport international de Kinshasa-Ndjili. 
Sur les 33 passagers et membres d'équipage à bord, une seule a survécu à l'accident. Il s'agit de la catastrophe aérienne la plus meurtrière impliquant un appareil des Nations unies, ainsi que la troisième plus grave impliquant un Bombardier CRJ, derrière le vol Comair 5191, en 2006, et le vol China Eastern Airlines 5210, en 2004.
Le gouvernement de la RDC a mis en place une commission d'enquête pour enquêter sur cet accident. Il a conclu que l'avion a rencontré une rafale descendante quelques instants après avoir amorcé une remise de gaz, à la suite d'une approche interrompue, lui faisant perdre rapidement de l'altitude. Même si le radar météorologique à bord de l'appareil a enregistré des conditions météorologique très mauvaise autour de l'aéroport, l'équipage n'a pas interrompu le vol vers Kinshasa. À la suite de la perte rapide d'altitude, l'équipage n'a pas réussi à récupérer l'avion en raison de sa très basse altitude, avant de s'écraser à gauche de la piste 24 de l'aéroport de N'djili international de Kinshasa-Ndjili.

## Avion
L'appareil impliqué est un Bombardier CRJ-100ER, immatriculé 4L-GAE (numéro de série 7070). L'avion a été livré en 1995 à la compagnie aérienne française Brit Air, avec comme immatriculation F-GRJA. Il est ensuite vendu à Georgian Airways en septembre 2007. Le 13 mai 2008, en vertu d'un contrat de location, il a été affrété par l'Organisation des Nations unies dans le cadre de la mission MONUSCO au Congo.

## Passagers et équipages
La majorité des 29 passagers à bord du vol 834 étaient des membres du personnel des Nations unies, de 14 nationalités différentes, parmi lesquels des casques bleus et des fonctionnaires de l'ONU, mais également des travailleurs humanitaires et des assistants électoraux. Parmi les passagers se trouvait notamment Mendes Masudi, conseiller officiel du ministre des Affaires étrangères de la RDC.
| Nationalité                      | Passagers | Équipage | Total |
| -------------------------------- | --------- | -------- | ----- |
| République démocratique du Congo | 10        | 0        | 10    |
| Géorgie                          | 0         | 4        | 4     |
| Afrique du Sud                   | 3         | 0        | 3     |
| Bangladesh                       | 2         | 0        | 2     |
| Belgique                         | 2         | 0        | 2     |
| Côte d'Ivoire                    | 2         | 0        | 2     |
| Mali                             | 2         | 0        | 2     |
| Bénin                            | 1         | 0        | 1     |
| Burkina Faso                     | 1         | 0        | 1     |
| Ghana                            | 1         | 0        | 1     |
| Haïti                            | 1         | 0        | 1     |
| Kenya                            | 1         | 0        | 1     |
| Mauritanie                       | 1         | 0        | 1     |
| Sao Tomé-et-Principe             | 1         | 0        | 1     |
| Sénégal                          | 1         | 0        | 1     |
| Total                            | 29        | 4        | 33    |

Tous les membres de l'équipage étaient des citoyens géorgiens. Le commandant de bord et pilote en fonction (PF) était Alexey Hovhanesyan (27 ans), qui totalisait 2 811 heures de vol, dont 1 622 heures sur CRJ-100 (217 heures comme commandant de bord et 1 405 heures comme copilote). Il venait d'être promu commandant de bord sur CRJ-100 environ 3 mois avant l'accident. Le copilote, Suliko Tsutskiridze (22 ans), était beaucoup moins expérimenté que le commandant de bord, n'ayant effectué que 495 heures de vol à son actif, dont 344 heures sur CRJ-100. Les autres membres de l'équipage ont été identifiés comme étant un membre de l'équipage en cabine, Guram Kepuladze, et un ingénieur chargé de la maintenance au sol, Albert Manukov.

## Accident
À 13 h 39, l'équipage du vol 834 a demandé à descendre à 10 000 pieds (3 000 m) et a été invité à revenir après avoir été autorisé par le contrôle aérien (ATC). Après cette autorisation, ils ont constaté que des conditions météorologiques extrêmes s'étaient formées autour de Kinshasa. Le commandant Hovhanesyan a déclaré que l'avion devrait contourner la cellule orageuse pour pouvoir l'éviter. 
Le copilote Tsutskiridze a alors décidé d'observer l'évolution de ses conditions météorologiques. Il fut choqué par l'ampleur de la tempête ; on l'entendit même dire à un moment que toute la surface du sol était devenue « magenta ». Cette découverte irrita les deux pilotes, car les conditions météorologiques compromettraient leur tentative d'atterrissage. Au cours de leur conversation sur les tentatives possibles pour éviter les intempéries, le personnel à Kinshasa demanda à l'équipage de lui faire un rapport sur sa position. Le contrôleur autorisa alors le vol 834 à effectuer une approche directe vers le radiophare d'alignement de piste (en), sur la piste 24 de l'aéroport international de Kinshasa-Ndjili.
Le commandant de bord, toujours mécontent des conditions météorologiques présentes dans la région, a demandé à son copilote de s'informer des dernières informations météorologiques à Kinshasa. À la suite de leur demande, l'ATC de Kinshasa a déclaré que l'aéroport était frappé par des orages avec des vents de 8 nœuds (15 km/h). L'équipage a ensuite discuté des moyens possibles d'effectuer l'approche sur l'aéroport. Pendant ce temps, la vitesse de l'avion a continué d'augmenter, atteignant près de 250 nœuds (460 km/h), puis il est ensuite descendu à 3 500 pieds (1 100 m). Le copilote a déclaré plus tard avoir vu la piste devant eux. L'équipage a fait son rapport à la tour et le contrôleur lui a souhaité un bon atterrissage.
Le pilote automatique a été désactivé et le CRJ-100 a viré vers la piste 24. L'équipage a ensuite configuré l'avion pour l'atterrissage et les passagers et les autres membres d'équipage dans la cabine ont été invités à s'y préparer. À environ 4 km de l'aéroport, l'équipage a aligné l'avion avec le seuil de la piste. Cependant, l'avion est arrivé à une vitesse supérieure à la normale, ce qui a déclenché l'alarme de survitesse. Alors que l'équipage tentait de réduire la vitesse, une ligne de grains venant du nord-est est arrivée à Kinshasa. Une forte pluie a commencé à frapper l'avion. L'avion a poursuivi sa descente, dépassant l'altitude minimale de descente (MDA) de l'aéroport. Le copilote Tsutkiridze a ensuite déclaré qu'il ne voyait plus la piste et a suggéré au commandant Hovhanesyan de remettre les gaz, ce qu'il a accepté.
Le nez de l'avion s'est alors relevé et son altitude commença à augmenter. Pendant la montée, la pluie s'intensifia soudainement lorsque l'avion fut frappé par une rafale descendante. L'alarme de cisaillement de vent retentit dans le cockpit et, en quelques secondes, le nez commença à piquer à un angle de 7° vers le bas. Le commandant de bord ordonna à son copilote de rentrer les volets ; cependant, l'avion continua de perdre rapidement de l'altitude. Avant que les pilotes ne puisse effectuer la moindre manœuvre de récupération, son altitude était déjà trop basse. 
Le vol 834 a traversé la piste d'atterrissage et s'est écrasé au sol, à gauche de la piste 24, peu avant 14 h 00 (13 h 00 UTC), à une vitesse de 180 nœuds (330 km/h) avec une assiette à piquer de 10°. Le train d'atterrissage s'est immédiatement arraché à l'impact et l'avion a dérapé sur le sol avant de finalement se retourner sur le dos. Plusieurs parties de l'avion ont alors commencé à se détacher, y compris la queue. Le CRJ-100 a continué à glisser au sol et s'est finalement immobilisé à 1 300 pieds (400 m) de son point d'impact initial.

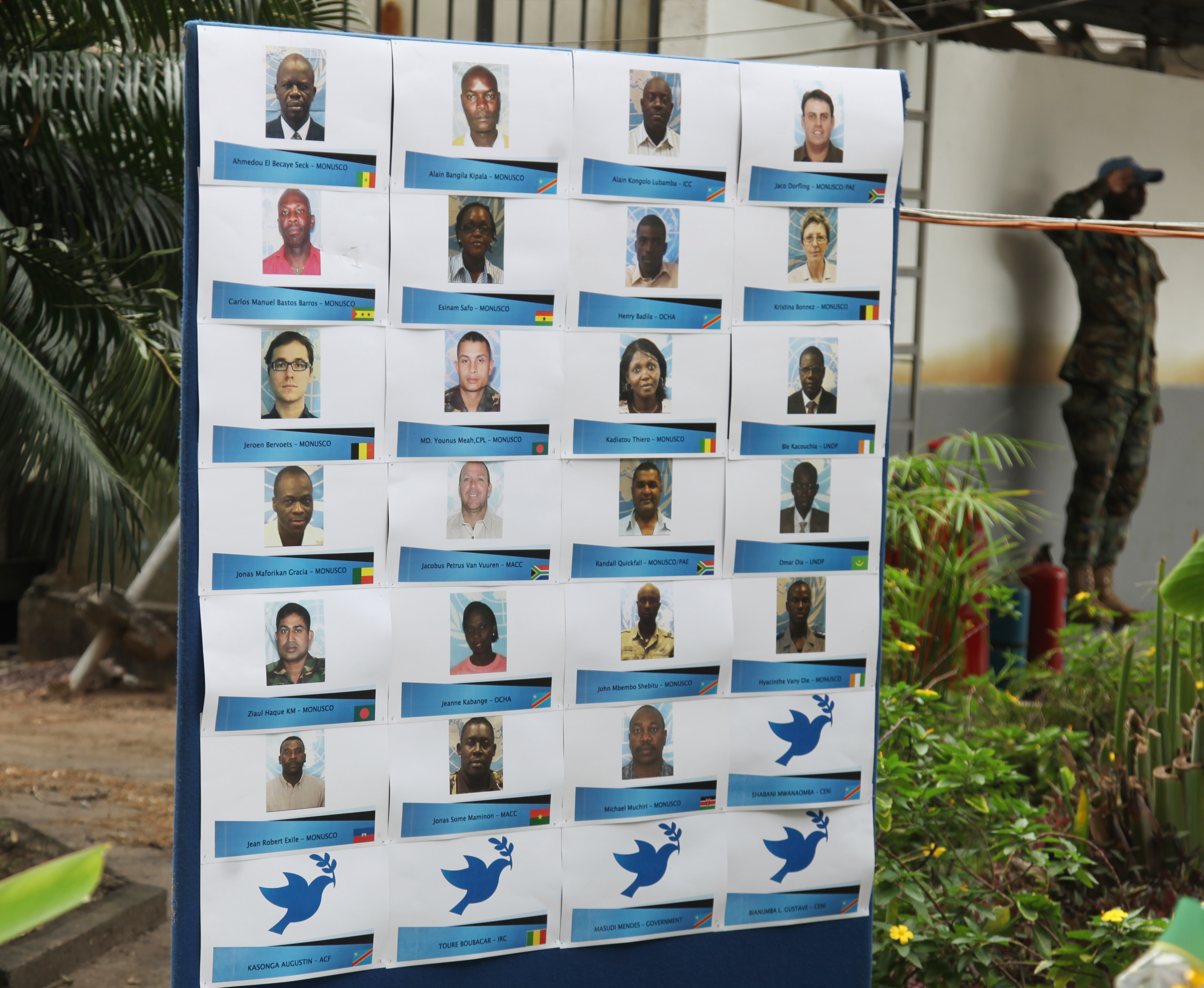
Panneau avec les photos des victimes de l'accident du vol 834 (les membres d'équipage ne sont pas inclus).

Au total, neuf personnes ont été extraites vivantes de l'épave de l'avion. Cependant, plusieurs survivants ont été déclarés morts à leur arrivée, tandis que les autres ont succombé à leurs blessures. Le seul survivant du crash est Francis Mwamba, un journaliste congolais. Il a été grièvement blessé, souffrant notamment d'une fracture de la colonne vertébrale. Compte tenu de la gravité de ses blessures, il a été transporté par avion en Afrique du Sud pour y recevoir des soins complémentaires

## Enquête
Une enquête du Bureau permanent d'enquêtes sur les accidents/incidents aériens du Ministère du Transport et Voies de communication de la RDC a énuméré la cause probable de l'accident comme étant la rencontre du vol 834 avec un phénomène météorologique violent, de type rafale descendante, à très basse altitude lors de la procédure de remise des gaz. La forte rafale de vent verticale (courant descendant) a provoqué un changement d'assiette important et soudain, entraînant une perte d'altitude considérable. Étant donné la très basse altitude à laquelle l'avion se trouvé, il était impossible pour l'équipage de récupérer la situation après une telle perturbation.
Au total, 13 recommandations ont été émises par l'équipe d'enquêteurs. Parmi ces recommandations, il a été demandé au ministère congolais des Transports de fournir des équipements appropriés aux services météorologiques de la RDC, afin d'offrir de meilleurs services aux équipages. L'Autorité de l'aviation civile congolaise a reçu l'ordre de mettre immédiatement en œuvre une surveillance efficace de tous les avions de ligne dans le pays, et Georgian Airways a été priée de réviser son programme de formation.